# Katedrála Zvěstování Panny Marie (Anagni)
Katedrální bazilika Zvěstování Panny Marie je hlavní římskokatolický chrám italského města Anagni v provincii Frosinone, stolice biskupa diecéze Anagni-Alatri; má status baziliky minor.
Stavba katedrály pochází z let 1072–1104 a byla postavena biskupem Pietrem da Salernem a se sponzorstvím východního císaře Michaela VII. Dukase. Katedrála je v románském slohu. Interiér je ve stylu lombardské gotiky a vznikl po přestavbě budovy roku 1250 biskupem Pandolfem, který nechal dřevěné trámy hlavní lodi a transeptu nahradit gotickými oblouky. Častá přítomnost papežů v Anagni vysvětluje, proč byla katedrála sídlem důležitých historických událostí, jako je „pactum anagninum“ (jednání mezi papežstvím a říší) a kanonizace Bernarda z Clairvaux, Kláry z Assisi, Eduarda Vyznavače a Petra poustevníka z Trevi v Laziu. V chrámu byly též uvaleny exkomunikace na protipapeže Ottaviana Monticelliho (Viktor IV. ) a na císaře Fridricha Barbarossu (24. března 1160), Fridricha II. a na Manfrediho.

## Popis

### Vnější vzhled

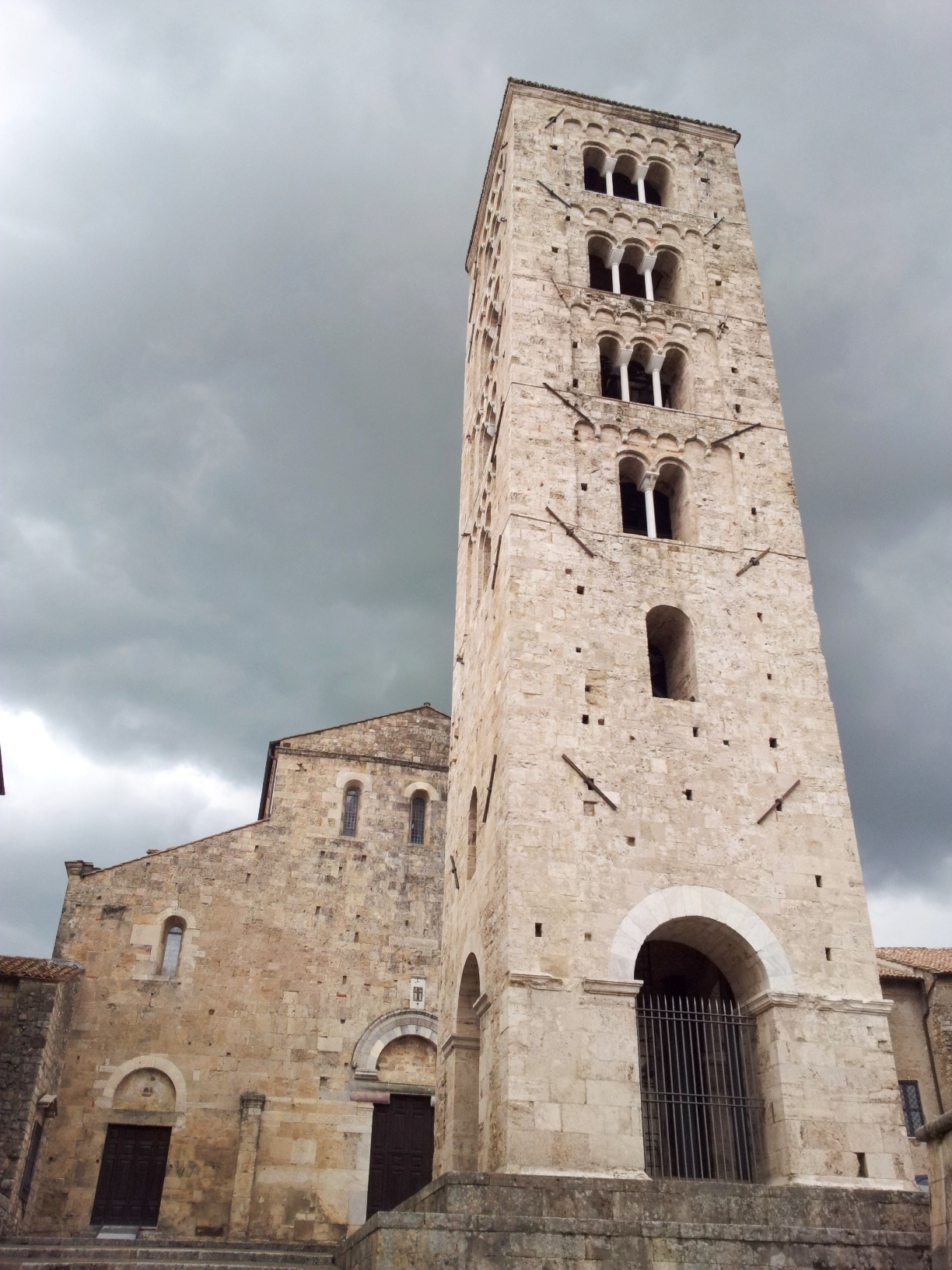
Průčelí a zvonice

Průčelí vyjadřuje sílu a jednoduchost neomítnutou zdí, na které se otevírají tři vchody orientované na východ. Vedle levého vchodu je za mříží freska Madony trůnící mezi sv. Kateřinou a sv. Antonínem (14. století). Západní část sakrální budovy má tři krásné apsidy a schodiště, které dává celku slavnostní tón. Zvonice je 30 m vysoká v románském slohu a má jednoduchá, dvojitá i trojitá okna. Byla restaurována v roce 1938, kdy byla zpevněna železem, a je na ní pět zvonů.

### Interiér

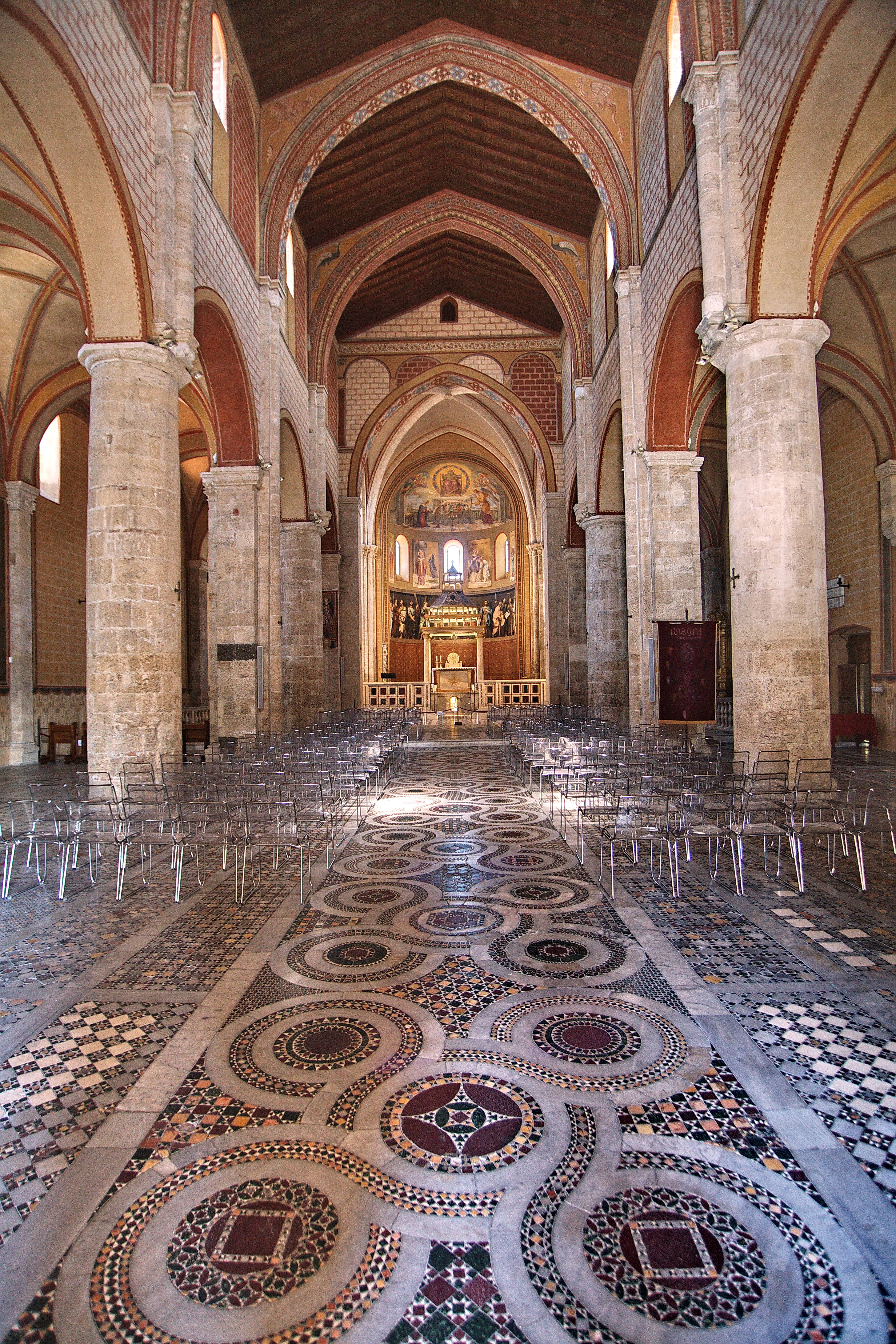
Interiér

Interiér má tři lodě s hodnotnou mozaikovou podlahou vyrobenou v roce 1231 slavnou kamenickou rodinou Cosmatiů z římského mramoru. Luneta nad centrálními dveřmi zobrazuje Madonu s dítětem mezi sv. Magnusem a sv. Secondinou (pozdní 13. století). V pozadí centrální apsidy jsou vidět postavy apoštolů, každý se svým vlastním atributem, kteří jsou burgundskou prací z 17. století, nad postavami svatých uctívaných v Anagni, Obrazy Zvěstování a Věčného Otce vytvořili malíři Pietro a Giovanni Gagliardi. V levé apsidě jsou obrazy Učedníci emauzští a Klanění andělů, v pravé Sňatek mezi svatým Josefem a Pannou Marií a Smrt svatého Josefa. V hlavní apsidě dále jsou tři vzácná díla od Vassalletta (1263): nádherný mozaikový kroucený sloup pro paškální svíci, biskupské křeslo a ciborium nad oltářem; všechna tato díla byla zadána biskupem Landonem. Dále zde je křtitelnice a kaple Lauriů, Caetaniů a Raoliů (také známá jako kaple sv. Karla) s obrazem Madony Milosrdné od Frenguelliho darovaným papežem Lvem XIII, a po stranách také dva obrazy od bratří Gagliardiů.

### Krypta

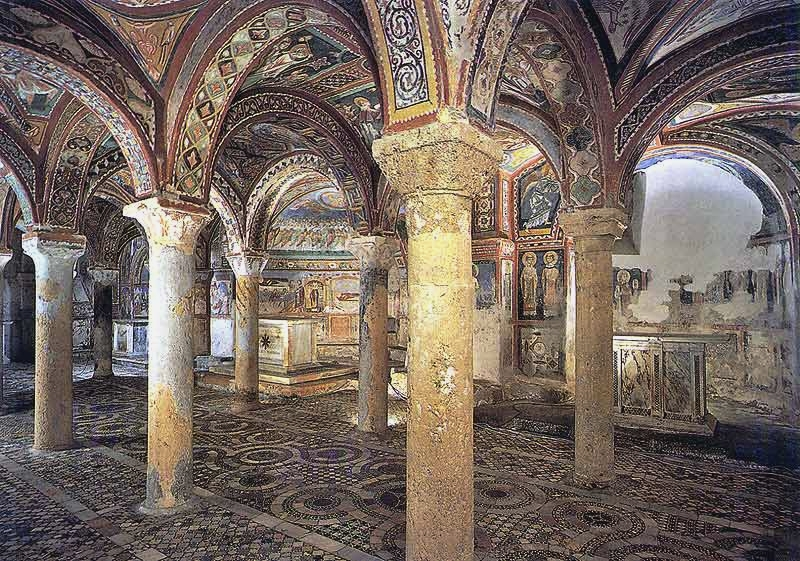
Krypta

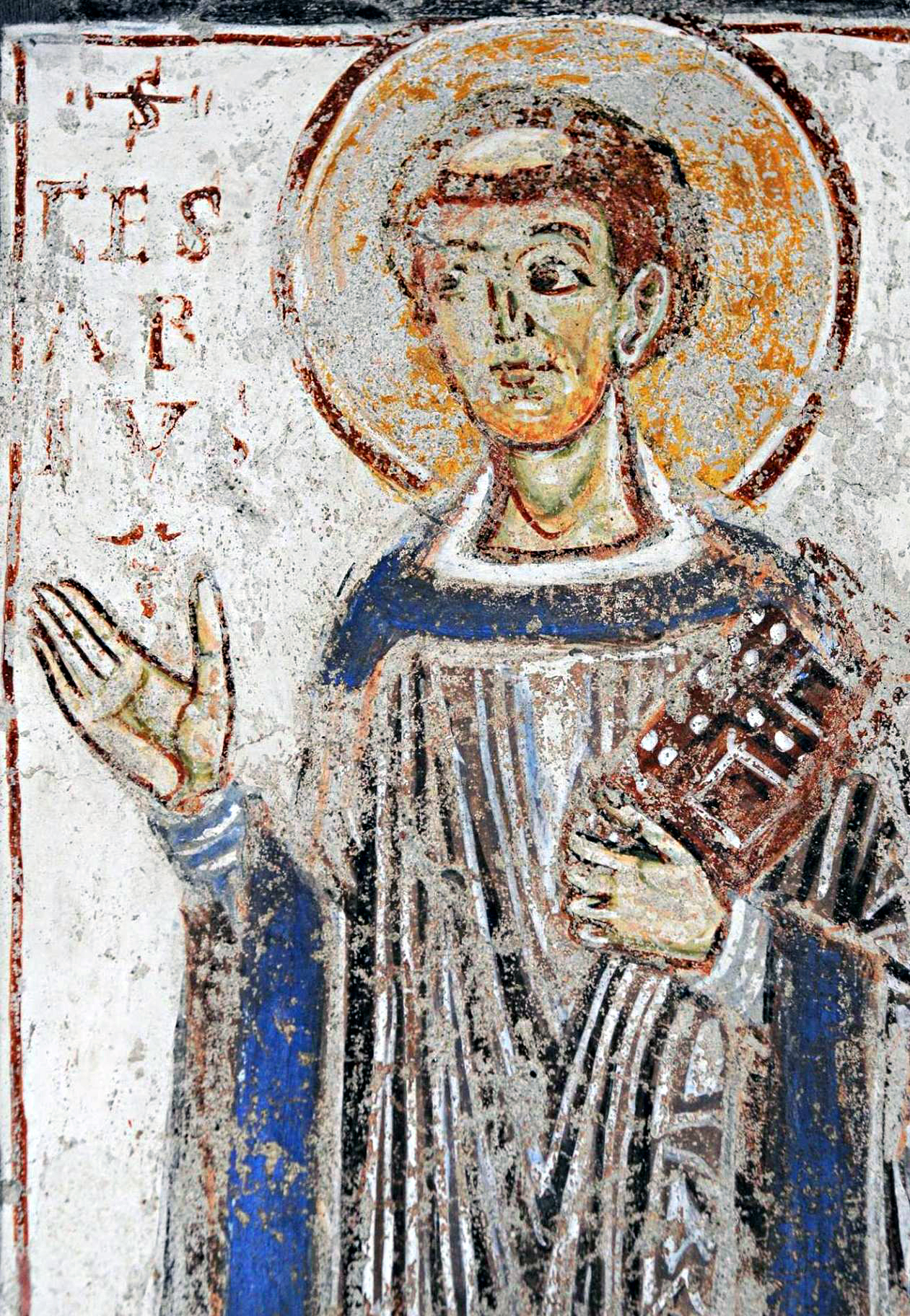
Freska z krypty zobrazující sv. Césaria z Terracina

Krypta katedrály, zasvěcená sv. Magnovi, patronovi města, je jednou z hlavních turistických atrakcí města. Byla postavena současně s kostelem nad ní v letech 1068 až 1104. Říká se jí také Sixtinská kaple středověku a její hodnota spočívá v harmonii románských oblouků, v původní podlaze od Cosmatiů a v nádherných freskách o rozloze 540 m². Obrazový cyklus je dílem neznámých umělců patřících do tří různých dílen.
Fresky představují dějiny spásy člověka od stvoření po poslední soud. Na 21 klenbách jsou zobrazeny scény ze Starého a Nového zákona (historie Archy úmluvy a apokalypsy) i vzácný a důležitý cyklus stvoření světa prostřednictvím, ve kterém je koncepce mikrokosmu v makrokosmu doprovázena postavami lékařů Hippokrata a Galéna a teorií živlů platónské provenience. Na stěnách jsou fresky s příběhy o zázracích připisovaných sv. Magnovi a hagiografie světců pohřbených v oltářích, v nichž spočívají těla sv. Magna, patrona města, svaté Aurelie a Noemisie, sv. Secondiny a ostatky sv. Olivy., sv. Sebastiana, sv. Cesaria a dalších mučedníků.

### Oratoř svatého Tomáše Becketa
Oratoř svatého Tomáše Becketa se nachází hned vedle krypty. Ve vestibulu, kde dříve byly hrobky slavných rodin města, se otevírají dveře, které vedou ke starověkému mithraeu, z něhož je dodnes zachován obětní oltář, a jež bylo později přeměněno na křesťanskou oratoř. Obzvláště zajímavý je obrazový cyklus, jehož cílem je katechizovat lidi prostřednictvím obrazů biblických příběhů od stvoření člověka po narození Ježíše až po poslední soud a triumf Krista. Obzvláště krásná je freska podobenství o pošetilých pannách na vstupní zdi. Dále je zde také cyklus příběhů o Tomáši Becketovi († 1170), včetně jeho mučednictví. Samotný svatý Tomáš je vyobrazen na zadní stěně vedle žehnajícího Krista. Tomáš Becket byl kanonizován Alexandrem III. v nedaleké Segni dne 21. února 1173, proto se realizace těchto obrazů datuje krátce po tomto dni.

### Poklad
Poklad katedrály v Anagni obsahuje vybrané vzorky umění zlatnického, děl ze smaltu a slonovin, relikviářů (například svatého Tomáše Becketa), drahých látek (známý je plášť Bonifáce VIII., zdobený symbolickými zvířaty, která odkazují na jeho koncepci papežství)[4] a pergamenové antifonáře se zlatými miniaturami. Rozmanitost technik, výroby, stylů a původu svědčí o tom, že zde byl jeden z nejdůležitějších bodů umělecké kultury 13. století. K místnosti pokladu přiléhá středověká kaple Spasitele s freskami z 12.–13. století. Jsou v ní zachována cenná dřevěná díla, mezi nimiž vyniká biskupské křeslo z 12. století, jedno z nejstarších v Evropě.

### Lapidárium a archeologická sbírka
Lapidárium sídlí v místnostech sousedících s klášterem. Vystavuje mramory, starodávné mozaiky a dlaždice, náhrobky a římské nápisy, fragmenty náhrobků, erby a náhrobní kameny. Zvláštní význam mají slavné římské kameny umístěné dříve před branou a nalezené v Anagni v lokalitě známé jako „Terme di Piscina“. Některé z vystavených památek pocházejí z Říma z tamních katakomb a byly darovány katedrále v minulosti. Důležitá je také archeologická sbírka umístěná ve skleněných vitrínách vystavených v kryptoportiku.

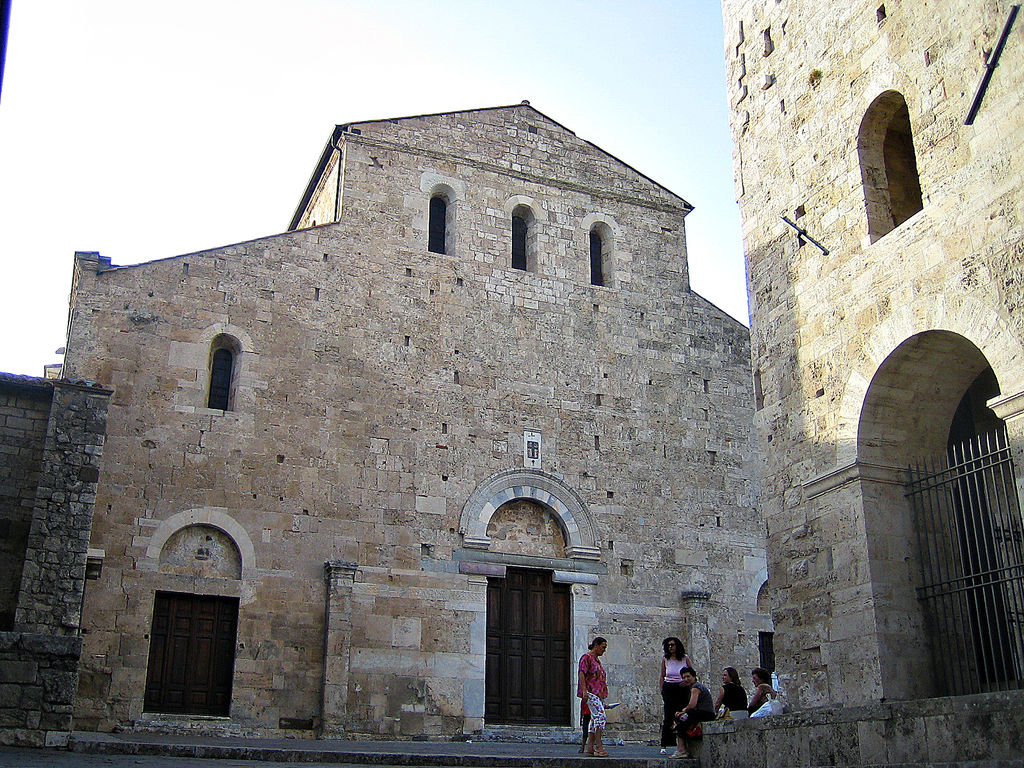
Fasáda
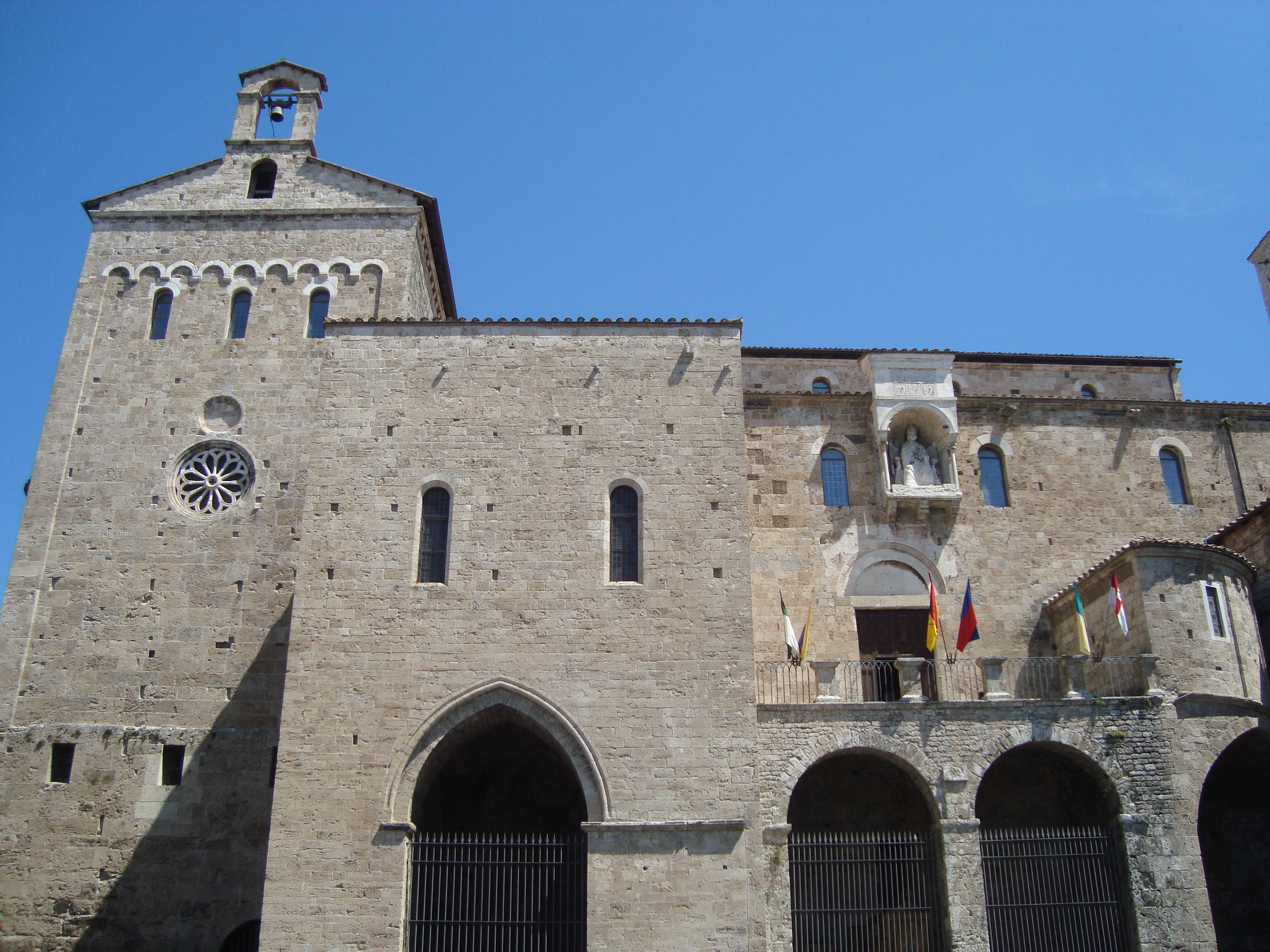
Levý bok
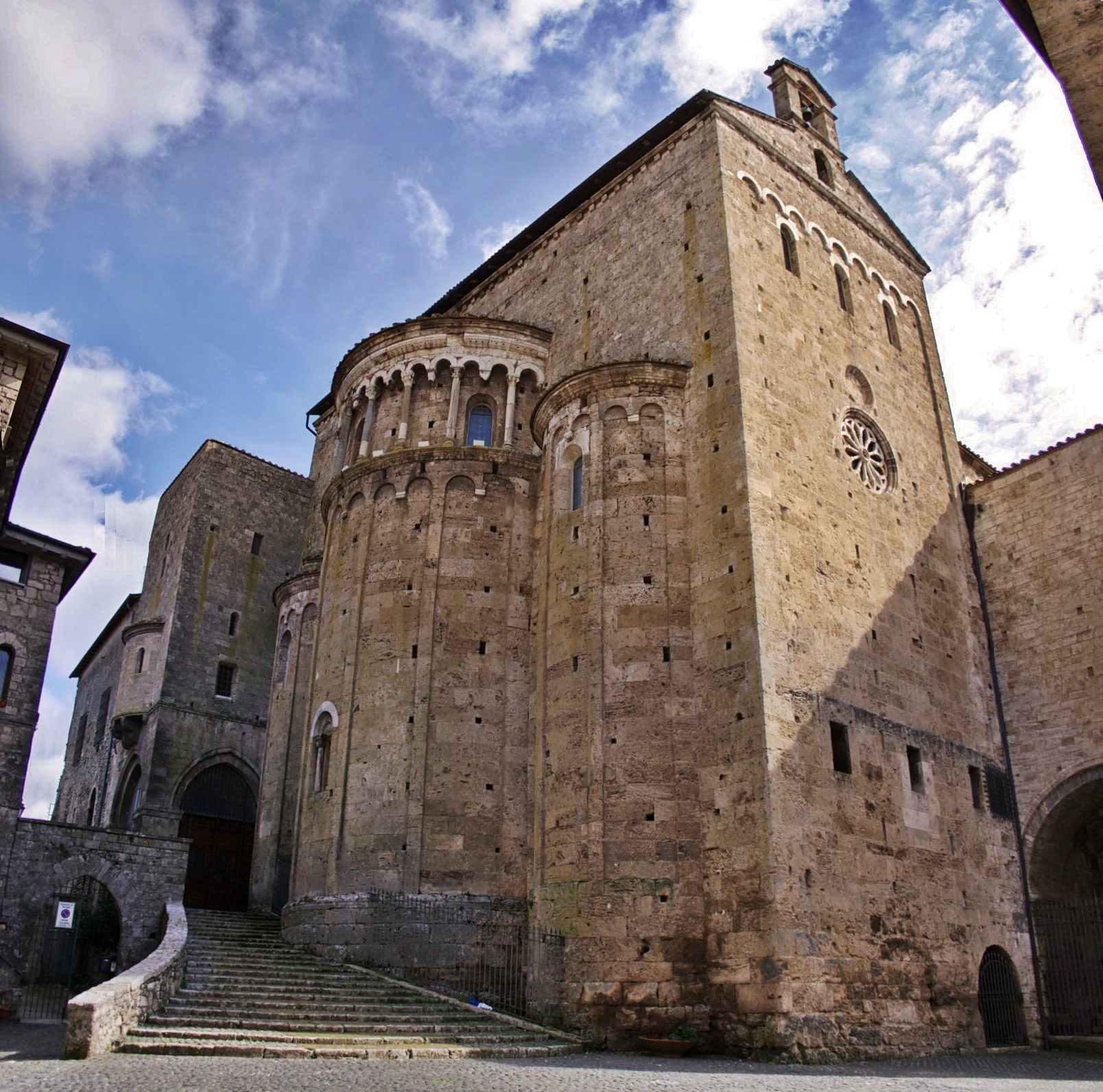
Apsida
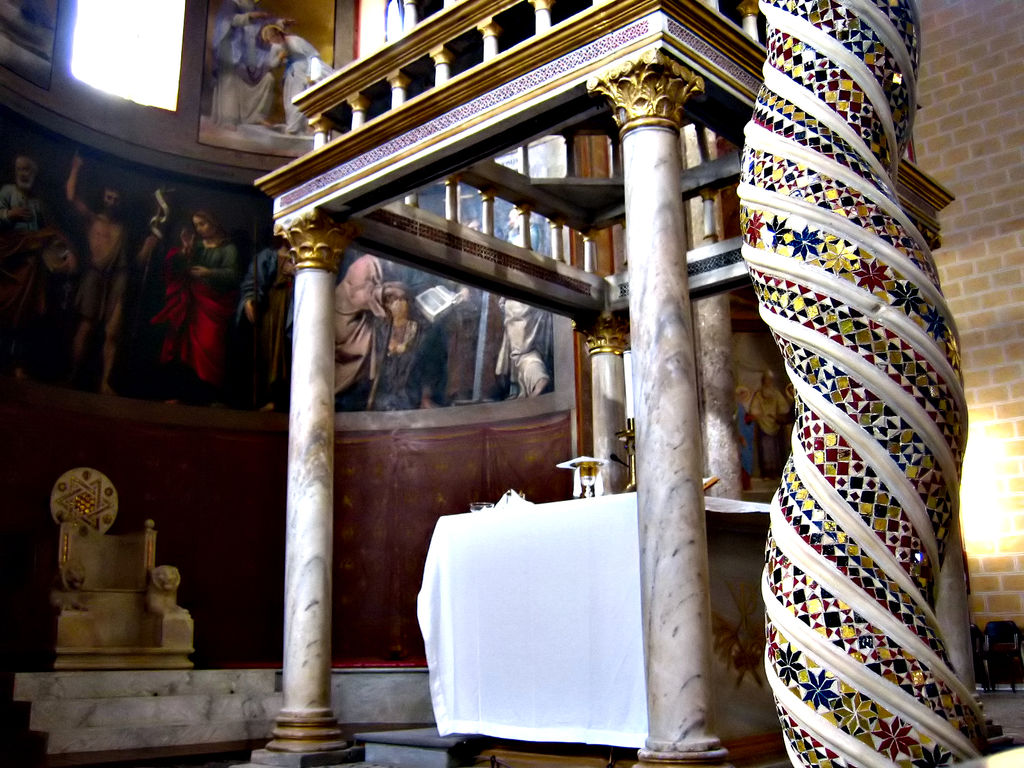
Detail ciboria a sloupu velikonoční svíce
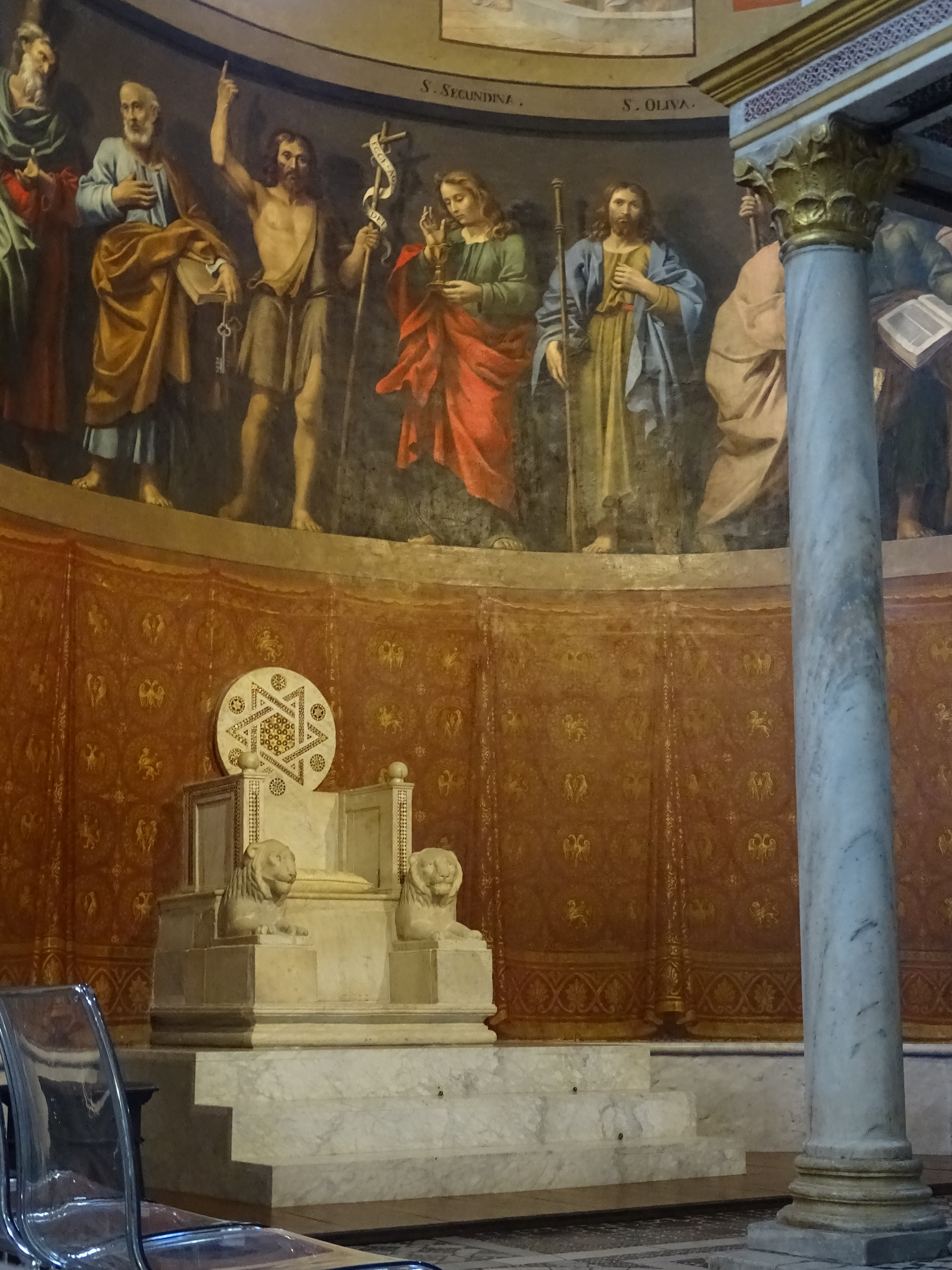
Presbyterium
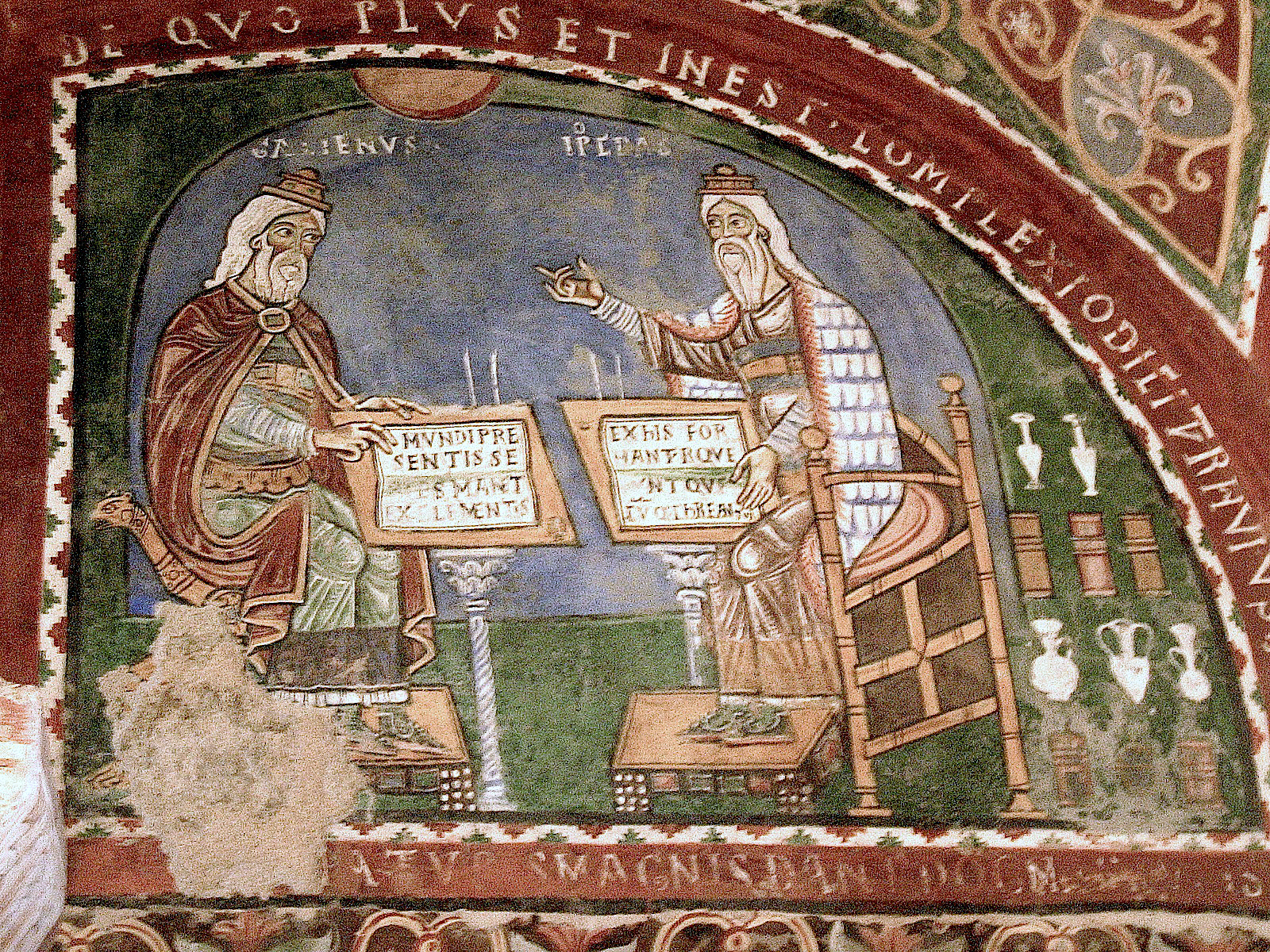
Krypta, freska zobrazující Galéna a Hippokrata